# Тарновский, Ян (примас Польши)
Ян Тарновский (пол. Jan Tarnowski; 1550 — 14 сентября 1605) — римско-католический и государственный деятель Речи Посполитой, секретарь королевский, референдарий великий коронный (с 1581), епископ познанский (1598—1600) и куявский (1600—1603), архиепископ гнезненский и примас Польши (1603—1605), подканцлер коронный (1604—1605).

## Биография
Представитель польского шляхетского рода Тарновских.
Первоначально Ян Тарновский был секретарем короля Стефана Батория и доверенным лицом короля Сигизмунда III Вазы. В 1581 году получил должность референдария великого коронного.
Епископ познанский с 1598 года и куявский с 1600 года. 5 июня 1604 года состоялся ингресс Яна Тарновского на должность архиепископа в Гнезненском кафедральном соборе. Управлял архиепископством из Ловича. Он был одним из самых верных сторонником польского короля Сигизмунда III Вазы. Критиковал политическое влияние лагеря канцлера коронного Яна Замойского.
Скончался 14 сентября 1605 года, был похоронен в Ловицком коллегиате.